# Шелдон (Північна Дакота)
Шелдон (англ. Sheldon) — місто (англ. city) в США, в окрузі Ренсом штату Північна Дакота. Населення — 95 осіб (2020).

## Географія
Шелдон розташований за координатами 46°35′15″ пн. ш. 97°29′31″ зх. д. / 46.58750° пн. ш. 97.49194° зх. д. (46.587426, -97.491948).  За даними Бюро перепису населення США в 2010 році місто мало площу 0,58 км², уся площа — суходіл.

## Демографія
Згідно з переписом 2010 року, у місті мешкало 116 осіб у 50 домогосподарствах у складі 34 родин. Густота населення становила 200 осіб/км².  Було 61 помешкання (105/км²).
Расовий склад населення:
| - 94,8 % — білих - 1,7 % — корінних американців |

До двох чи більше рас належало 3,4 %. Частка іспаномовних становила 0,0 % від усіх жителів.
За віковим діапазоном населення розподілялося таким чином: 23,3 % — особи молодші 18 років, 58,6 % — особи у віці 18—64 років, 18,1 % — особи у віці 65 років та старші. Медіана віку мешканця становила 42,7 року. На 100 осіб жіночої статі у місті припадало 107,1 чоловіків;  на 100 жінок у віці від 18 років та старших — 111,9 чоловіків також старших 18 років.
Середній дохід на одне домашнє господарство  становив 62 303 долари США (медіана — 39 063), а середній дохід на одну сім'ю — 65 190 доларів (медіана — 39 688). За межею бідності перебувало 1,3 % осіб, у тому числі 0,0 % дітей у віці до 18 років та 5,6 % осіб у віці 65 років та старших.
Цивільне працевлаштоване населення становило 41 особа. Основні галузі зайнятості: транспорт — 29,3 %, освіта, охорона здоров'я та соціальна допомога — 19,5 %, будівництво — 19,5 %.